# 圣马太教堂 (卢塞恩)

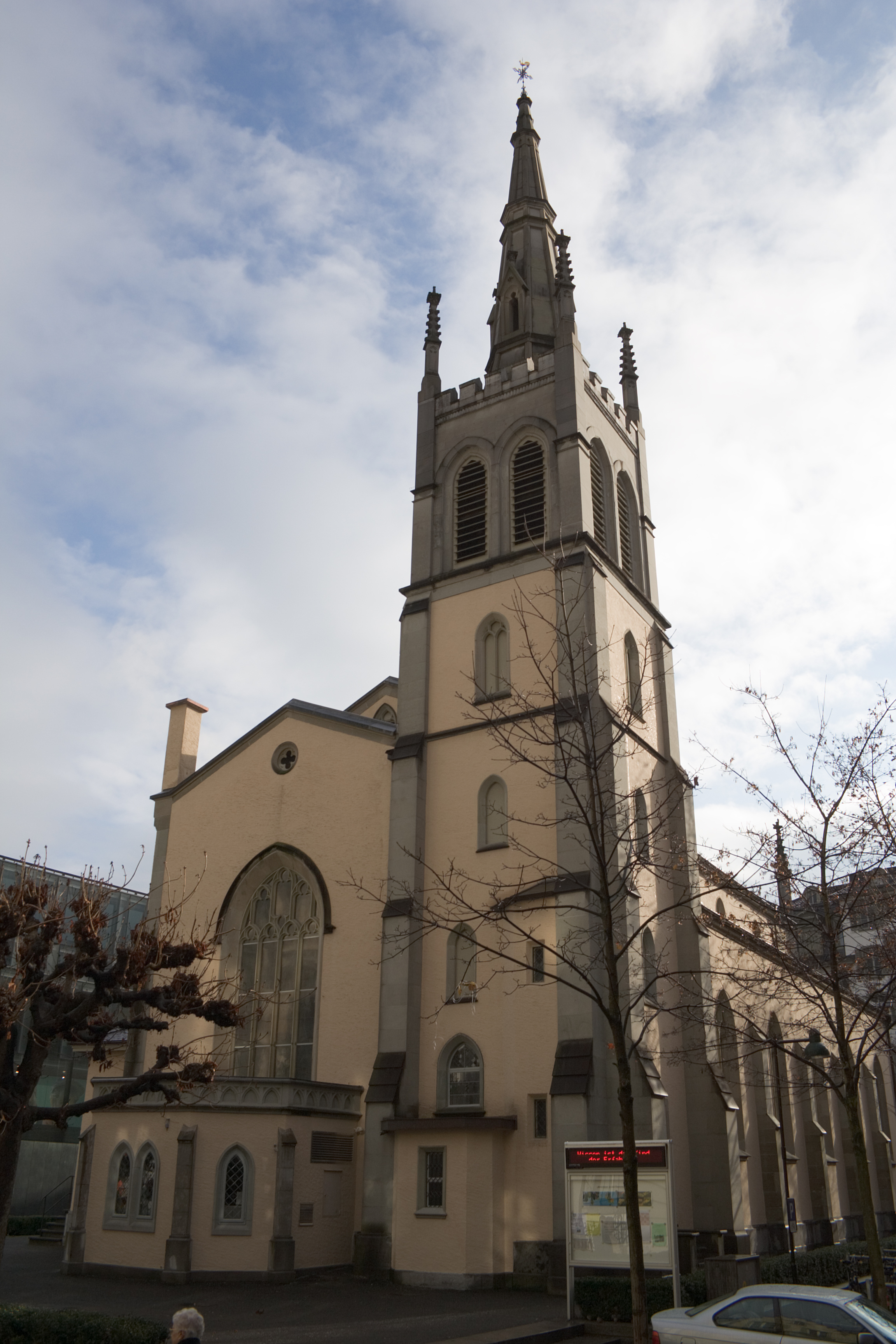
西北面

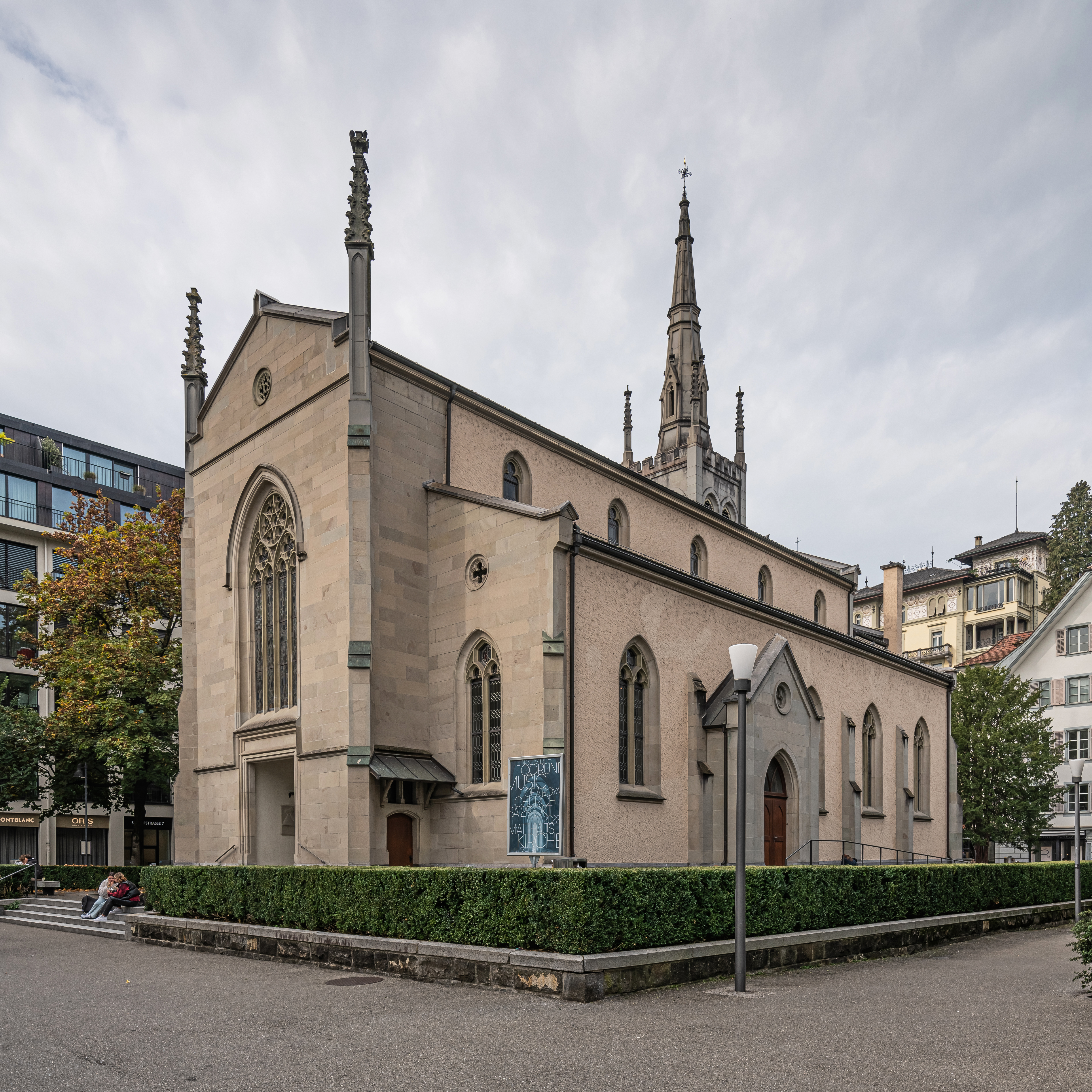
东面

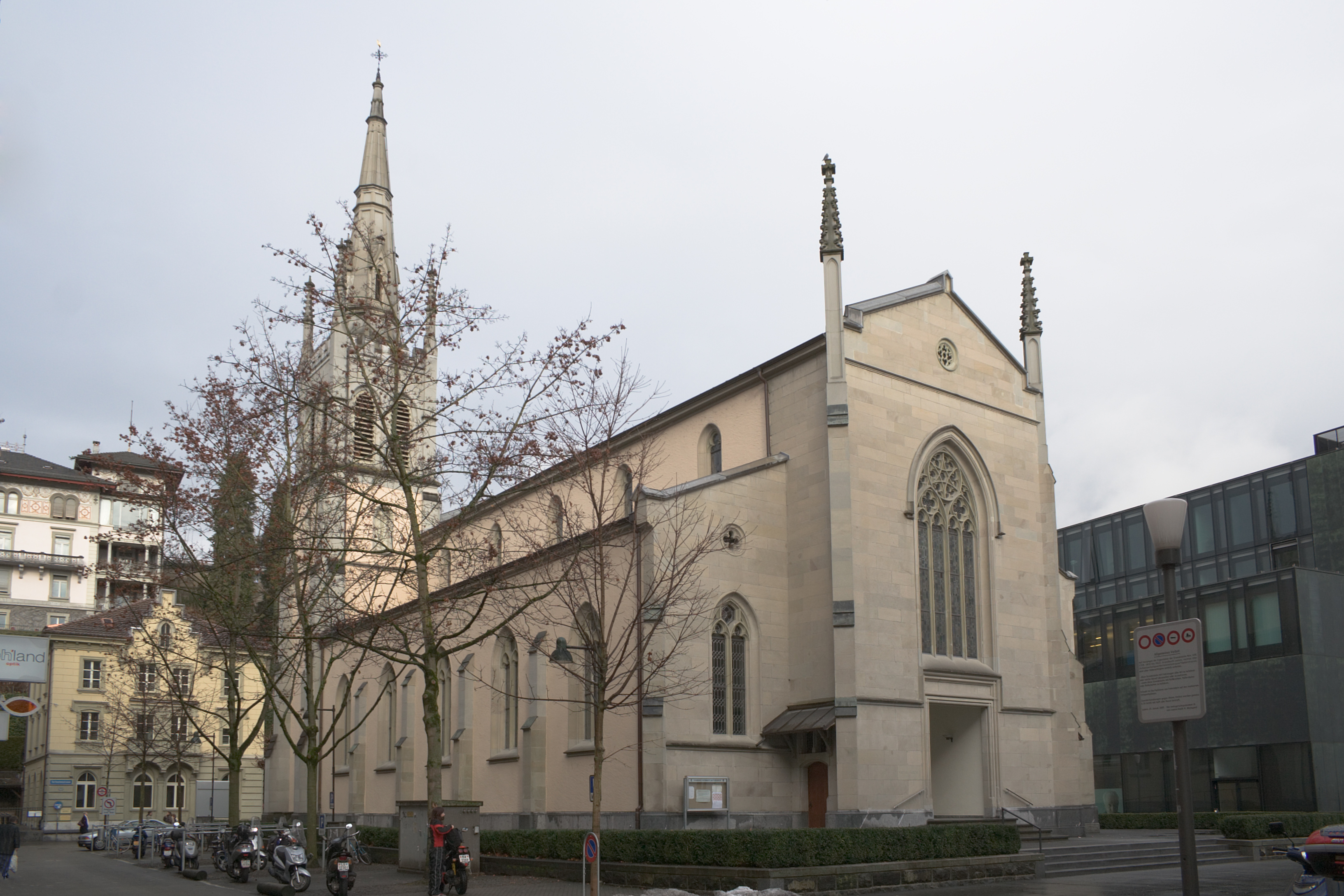
南面

圣马太教堂（Matthäuskirche）是一座瑞士归正会教堂，位于瑞士卢塞恩 Hertensteinstrasse 街30号。

## 历史
历史上，卢塞恩的新教徒全部离境。直到19世纪才恢复。1827年，普鲁士国王弗雷德里克威廉三世和苏黎世、伯尔尼两州捐资，为德国和英国来此度假的客人建一座教堂。1860年到1861年，建起了这座哥特复兴风格的教堂。 
1870年，居住在卢塞恩的作曲家瓦格纳在这里举行第二次婚礼。